# ネモフィラ
ネモフィラ（学：Nemophila）はムラサキ科に含まれる属の一つ。またはネモフィラ属に分類される植物の総称。

## 特徴
原産地及び自生地は北アメリカの西部アメリカの牧草地や草原、森林の木陰などで細かく分裂した葉を持ち、分岐しながら匍匐して成長する。横に広がる性質から緑化植物としても利用され、花期が同じのハナビシソウ、リナリア、リムナンテス、ギリアなどと混植すると四月ごろに美しい花壇を作る事が出来る。栽培される事が多いのはルリカラクサ（Nemophila menziesii）のその変種とモンカラクサ（Nemophila Maculata）である。この中で最も大きく流通している種はインシグニスブルーという品種である。また地面がない場合、下垂しながら成長するのでハンギングバスケットやコンテナの角に植え付けるのに適している。苗は。花色は青色の他に白色、紫色、青紫色などがある。苗は年始頃から市場に流通し始める。リムナンテスやアグロステンマと草姿が似ている。ネモフィラ属共通の花言葉を「可憐」「貴方を赦す」「何処でも成功を」などとする文献がある。色別の花言葉を、青色の花は「貴方を赦す」「清々しい心」、黒色の花は「愛国心」「荘厳」、白色の花には「成功」とする文献がある。

## 栽培方法
播種は翌年の秋頃に行う。種子は嫌光性種子なので覆土はしっかり行う。根の性質が、ケイトウ、ニチニチソウなどと同じく直根性（根が横には広がらず、主根から側根が分岐しにくい性質）で移植を非常に嫌うので花壇やコンテナ、プランター等に直播きしても良い。この時期は土の乾燥に気を付けるが、加湿は根腐れの原因になるので注意が必要。全体的に日照が多く、冷涼な環境を好む。寒冷地では春まきも可能だが、マイナス5 ℃以上を確保する。覆土は2 mmくらいがよい。肥料は少なめに施肥する。耐暑性に乏しいため、夏に枯死する。このため園芸上では一年草として扱われている。

## 名称について
属名のNemophilaは、nemos(小さな森）＋phileo(愛する)の合成語で、本属の成育環境にちなんでいる。名の通り、本属の植物は森の中の陽だまりなどに群落を作って自生している事が多い。

## 下位分類
ネモフィラ属は、かつての分類体系新エングラー体系、クロンキスト体系では、ハゼリソウ科に分類されていた。近年の分類体系（APG Ⅳ）ではムラサキ目ムラサキ科に分類されるようになった。本項では栽培される事の多い種を抜粋し掲載する。参考元はこちら。

### 栽培される種
- ルリカラクサ

　（Nemophila menziesii）
アメリカのカリフォルニア州を中心にオレゴン州、メキシコのバハ・カリフォルニア州に分布するネモフィラで、ネモフィラの代名詞とも呼べる種。英名ではbaby blue eyesと呼ばれ、世界中で広く栽培されている。花の中心部が白く、花色は青いため、花壇の良いアクセントとなる。種小名のメンジェシーの由来は、スコットランド人の植物学者アーチボルド・メンジーズにちなむ。和名の由来は葉は唐草模様に似ていて、花色は青色（瑠璃色）な事から。変種から下記のような著名な品種が複数作出されている。
- スノーストーム

　（Nemophila menziesii var. atmaria ‘Snowstorm’）
白い花が咲く種で、花弁の内側には疎らに紫~黒色の小さい斑点がはいるのが特徴。
- プラチナスカイ

　（Nemophila 'Platinum Sky' ）
葉がアサギリソウやシロタエギクのような白色～銀色になる品種で、寄せ植えに使うとよいコントラストになる。
- ペニーブラック

　（Nemophila menziesii var. discoidalis ‘Penny Black’)
ルリカラクサの変種で、花弁は白色に縁どられ、花色は濃い紫色になる小型の品種である。
- モンカラクサ

　（Nemophila maculata）
カリフォルニア州の固有種で白色の花弁の外側に紫の斑点が入るのが特徴的な種である。このことから英名ではFive spotと呼ばれる。花茎は3㎝ほどでメンジェシー種より若干大きい花が咲く。基本的栽培方法はルリカラクサと同じ。和名の由来も英名と同じで、花弁の斑点にちなむ。種小名のMaculata(マクラタ、マキュラータとも発音)は、「斑点のある」という意味を持つ。

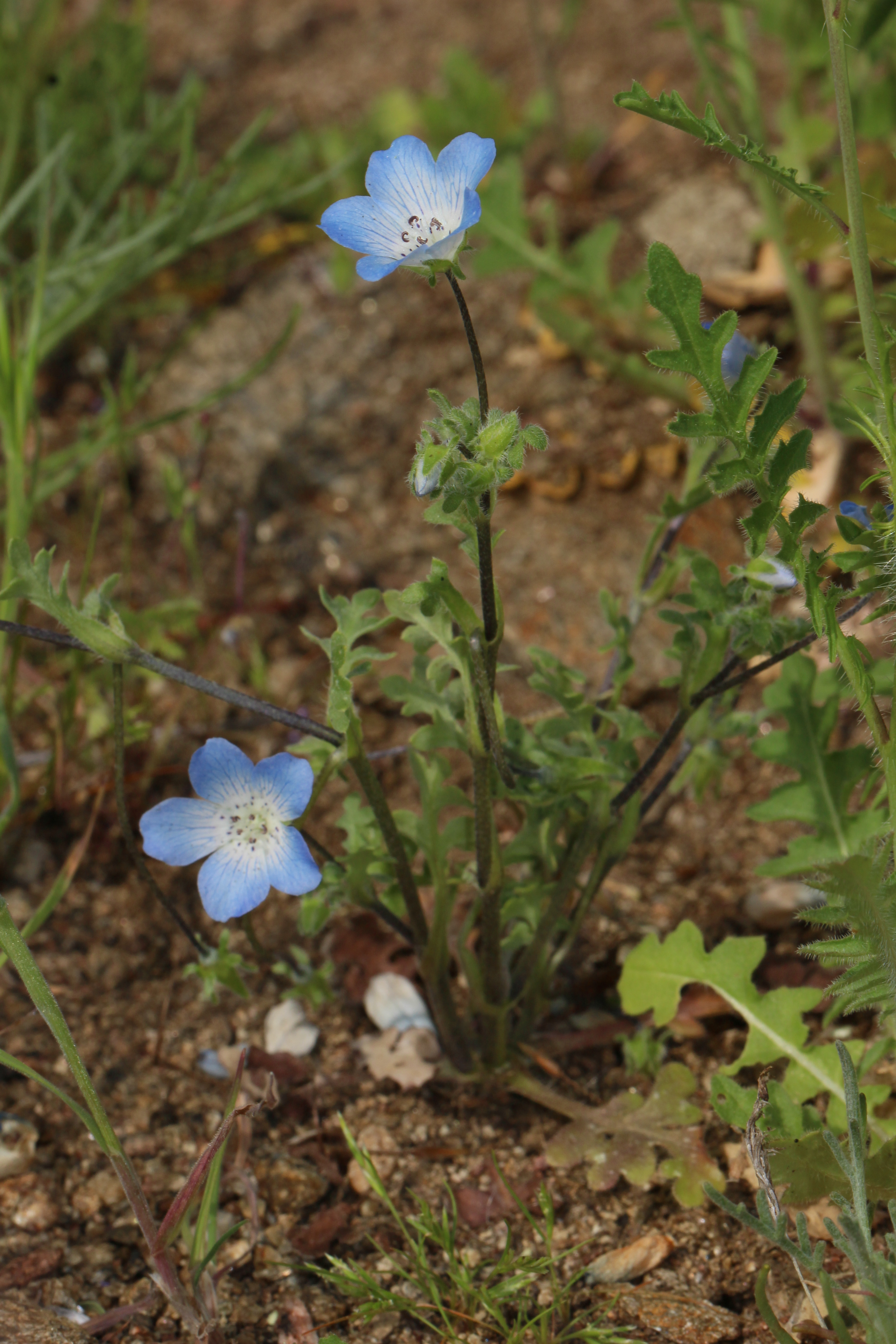
メンジェシー種の原種

### 野生種
- ネモフィラ・アフィラ

　（Nemophila aphylla）
- ネモフィラ・スパツラータ

　（Nemophila spatulata）
- ネモフィラ・パルヴィフロラ

　（Nemophila parviflora）
- ネモフィラ・ファセリオイデス

　（Nemophila phacelioides）
- ネモフィラ・プルケラ

　（Nemophila pulchella）
- ネモフィラ・ブレヴィフロラ

　（Nemophila breviflora）
- ネモフィラ・ヘテロフィラ

　（Nemophila heterophylla）
- ネモフィラ・ペドゥンキュラータ

　（Nemophila pedunculata）

## ギャラリー

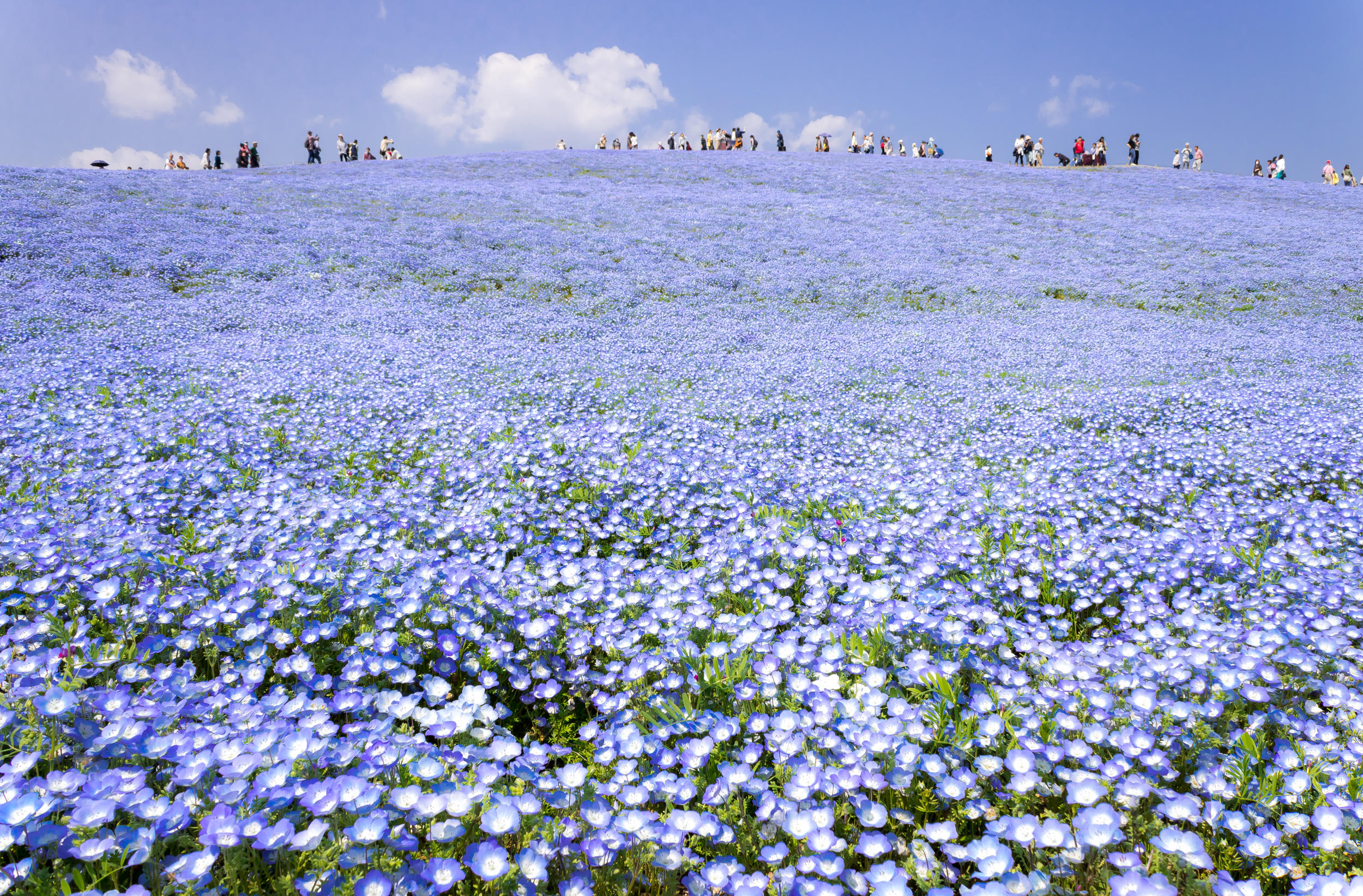
国営ひたち海浜公園のネモフィラ畑
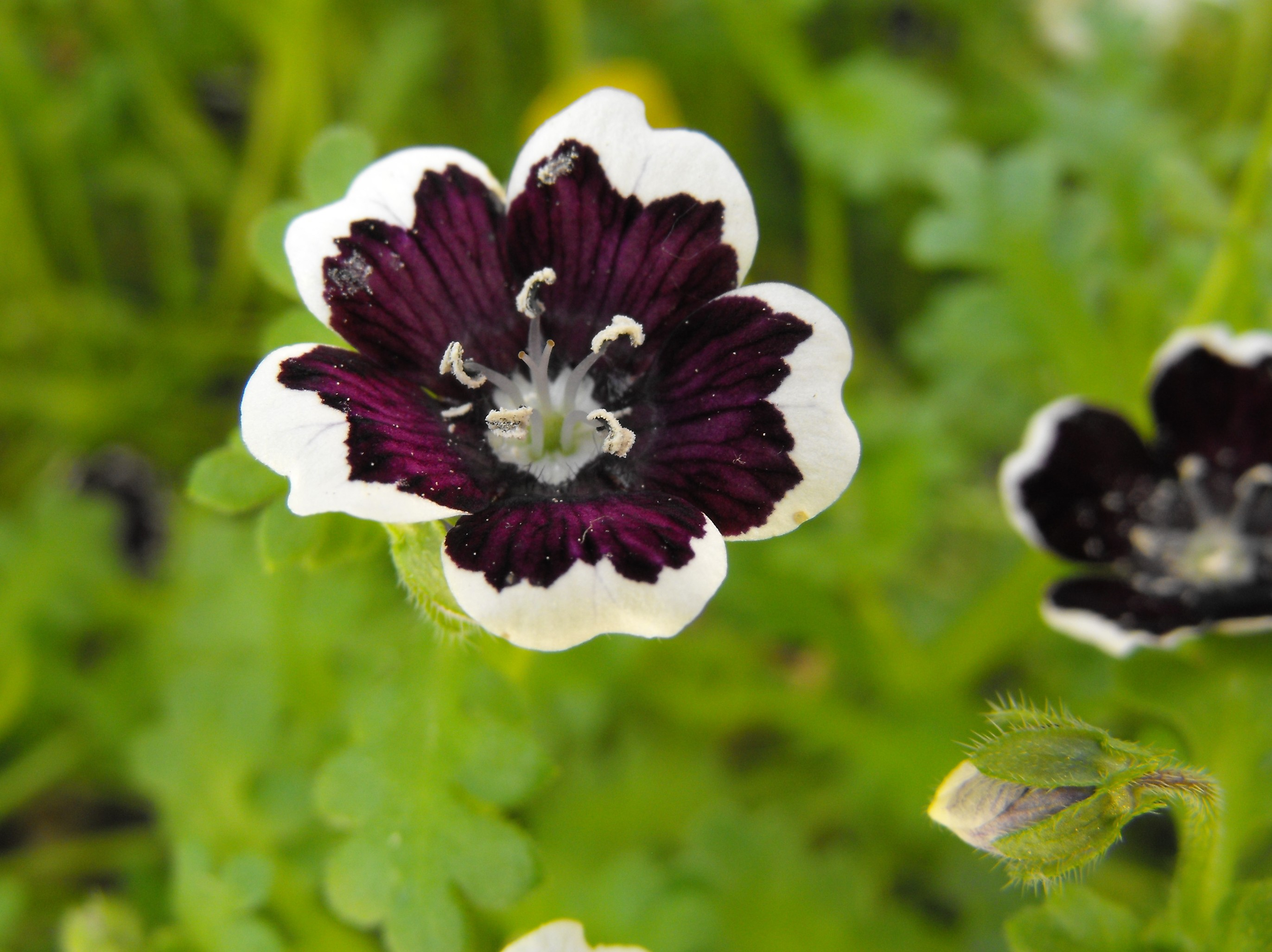
ペニーブラック
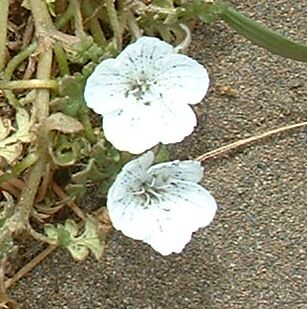
スノースト－ム
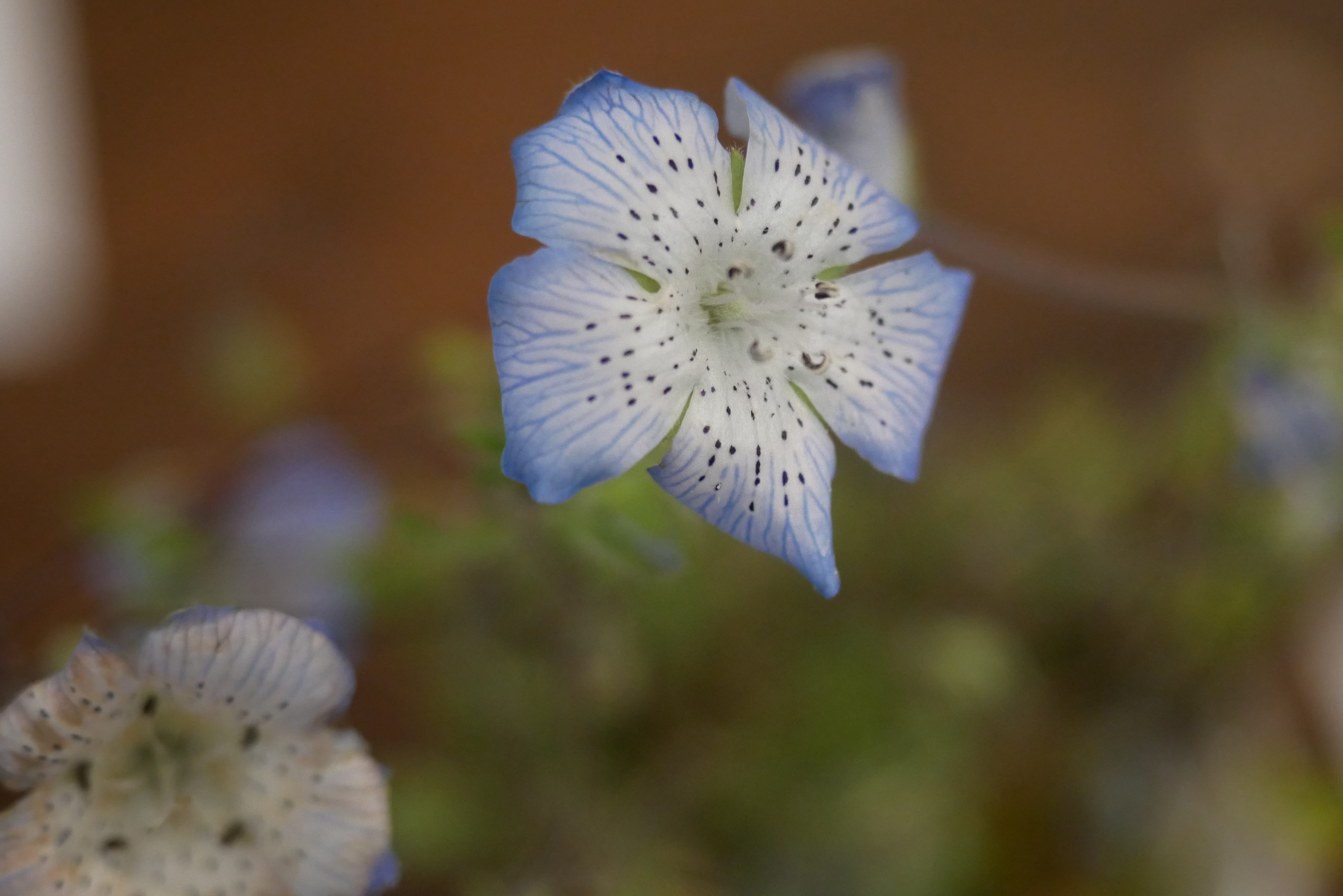
メンジェシー種の変種
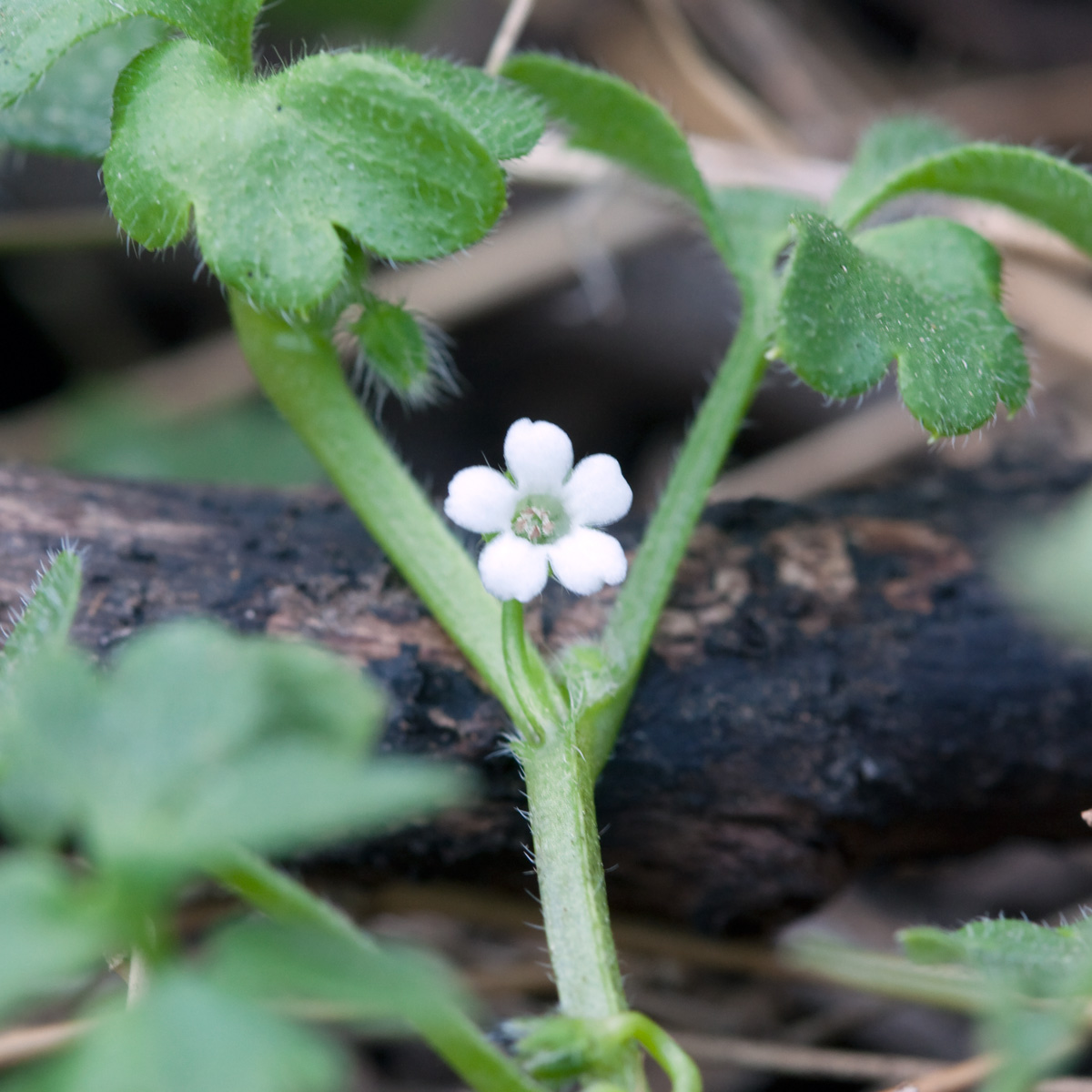
アフィラ種
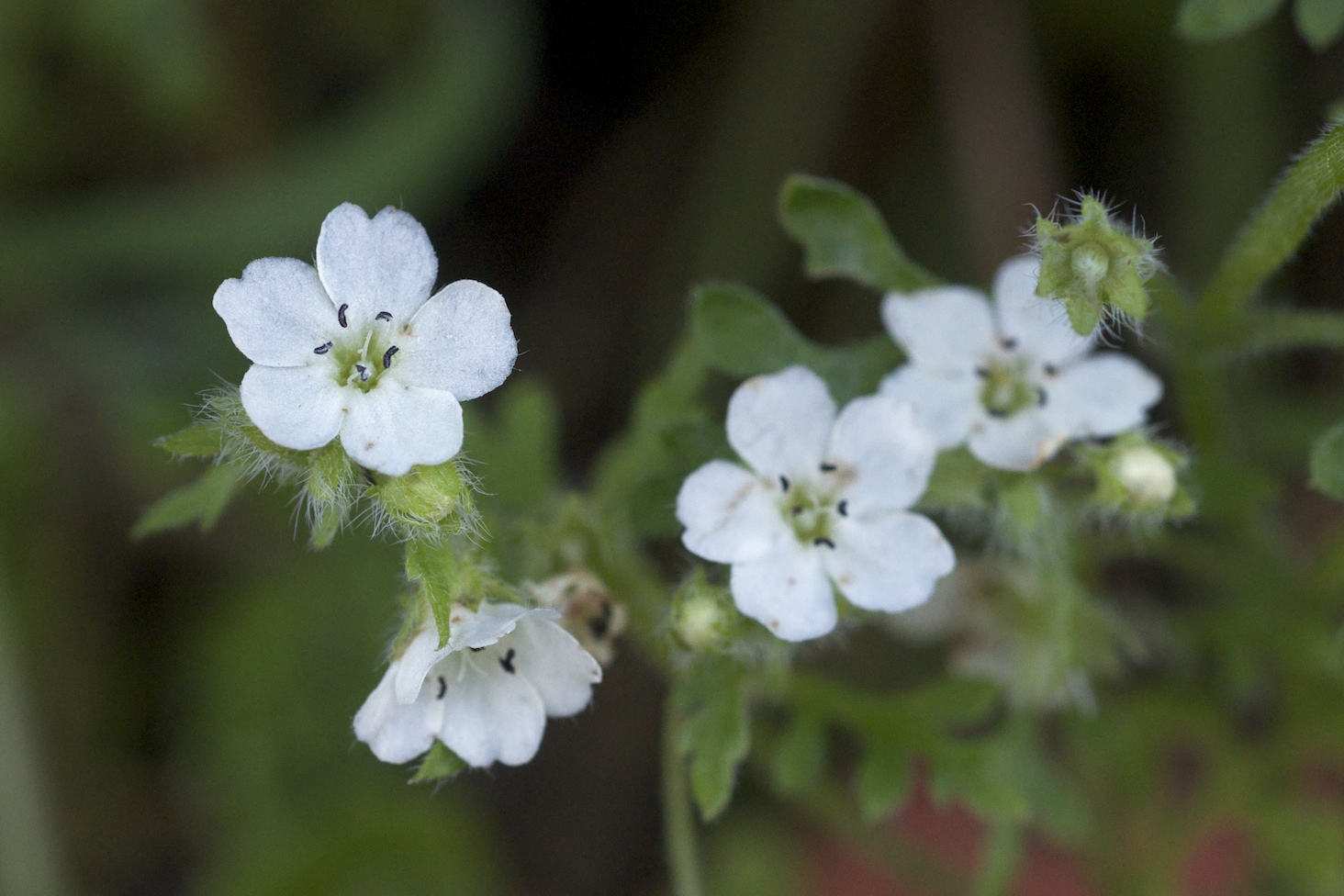
ヘテロフィラ種
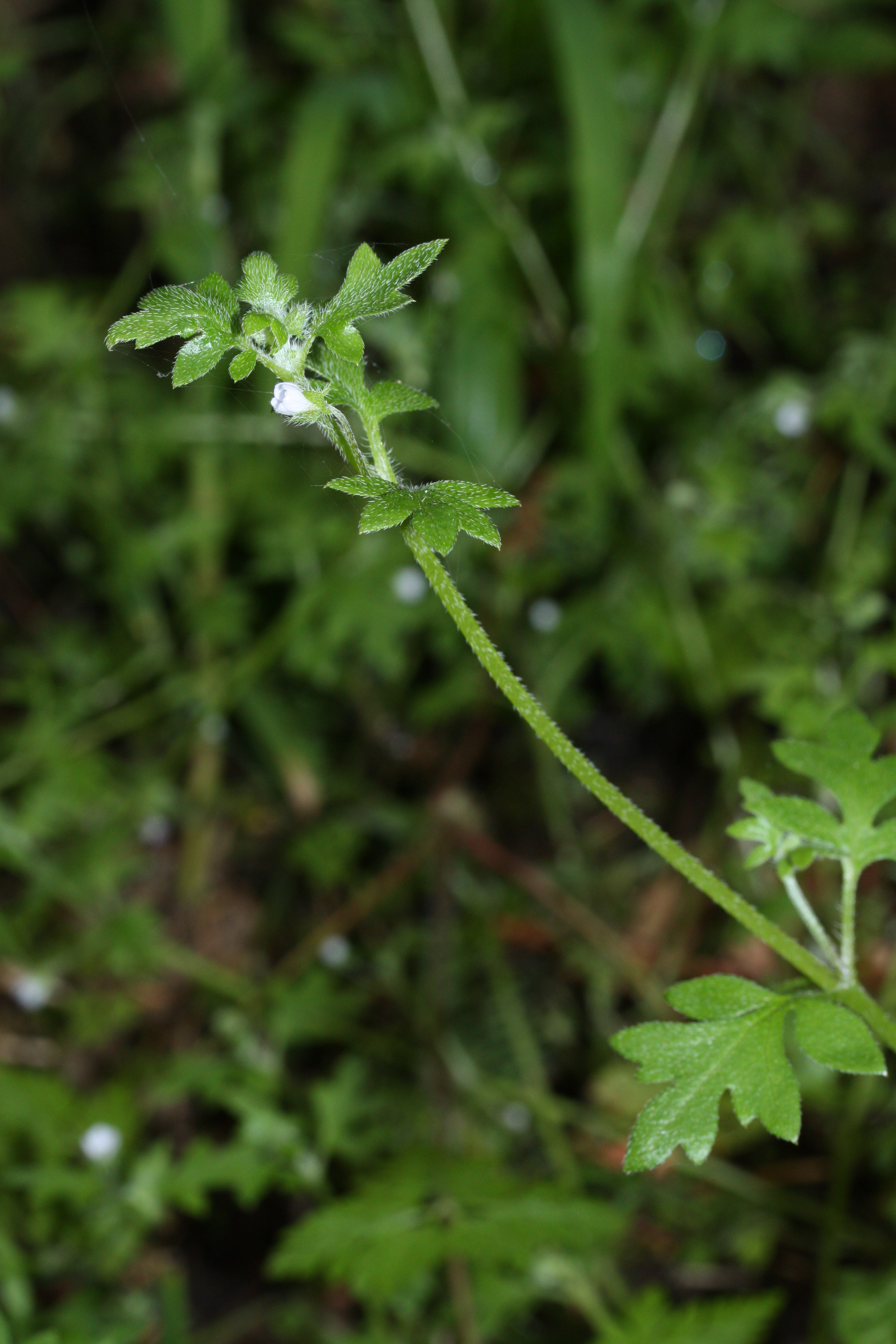
パルヴィフロラ種
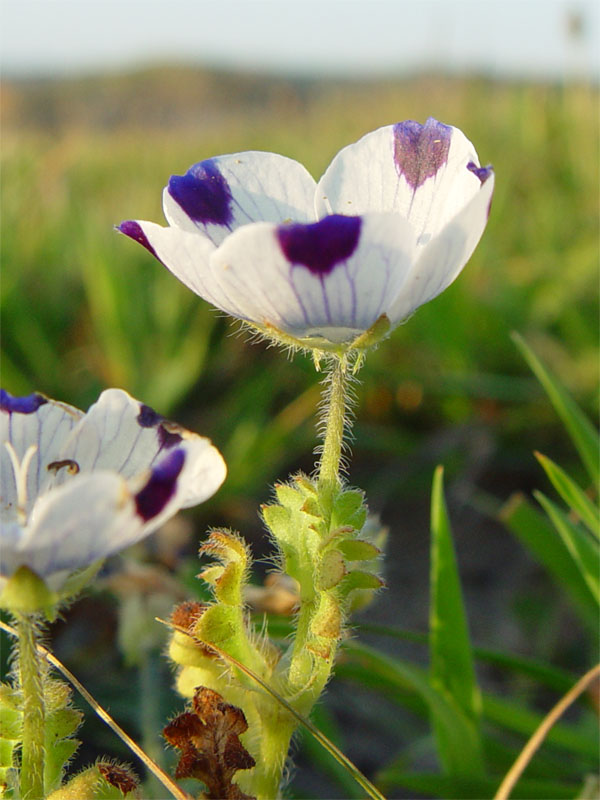
ペドゥンクラータ種
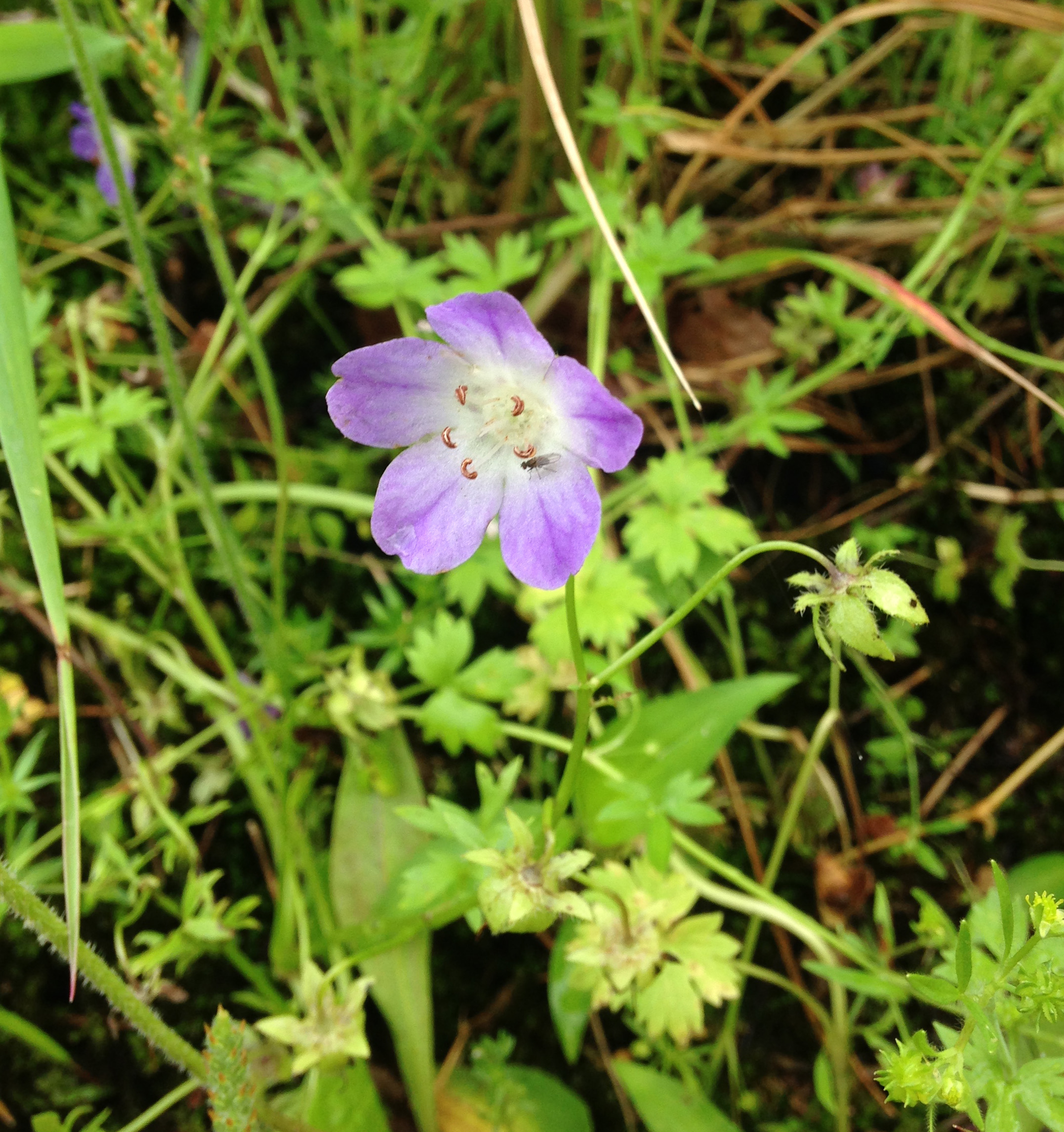
ファセイオデス種
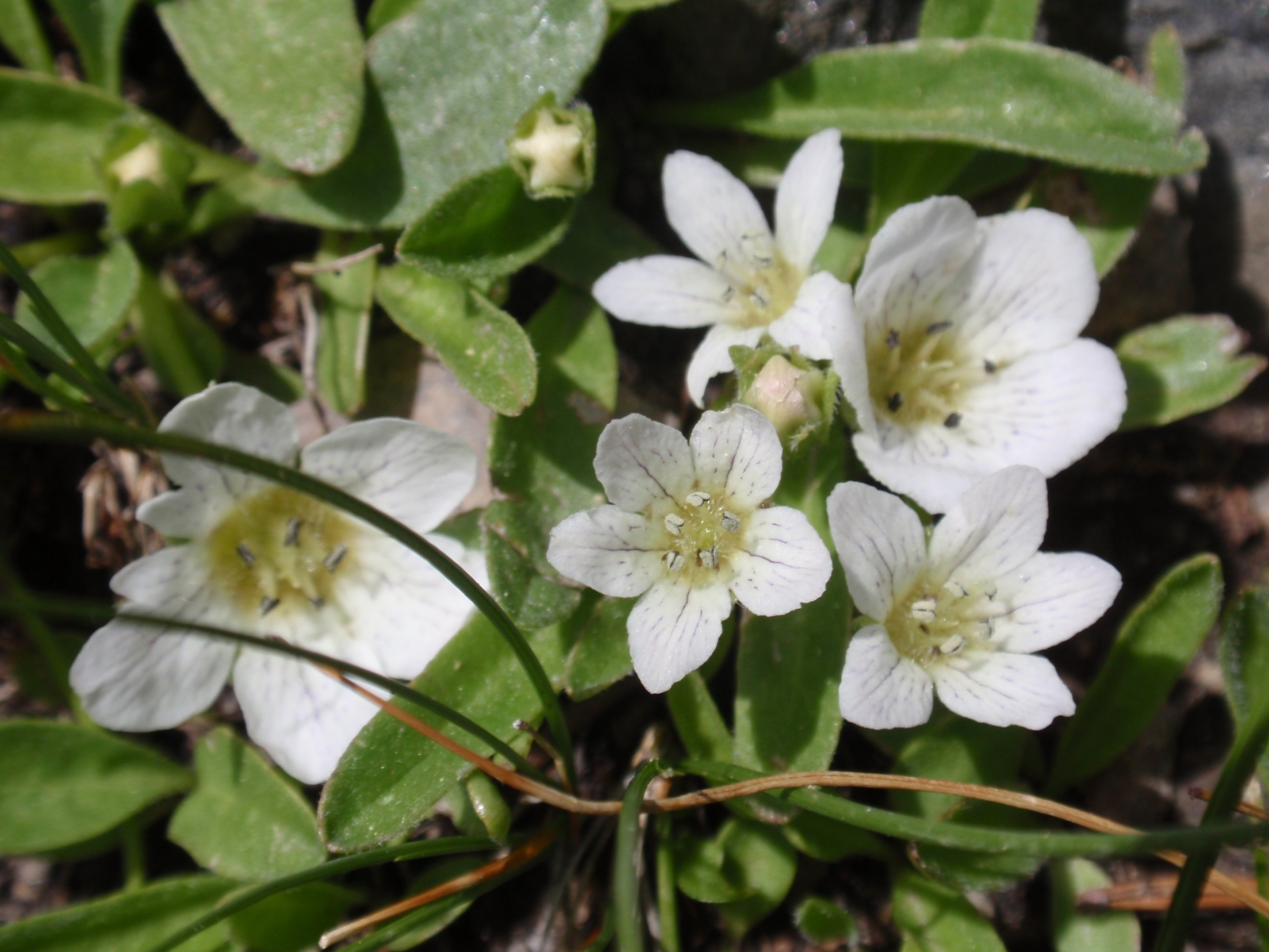
スパツラータ種